# Darwinismo social

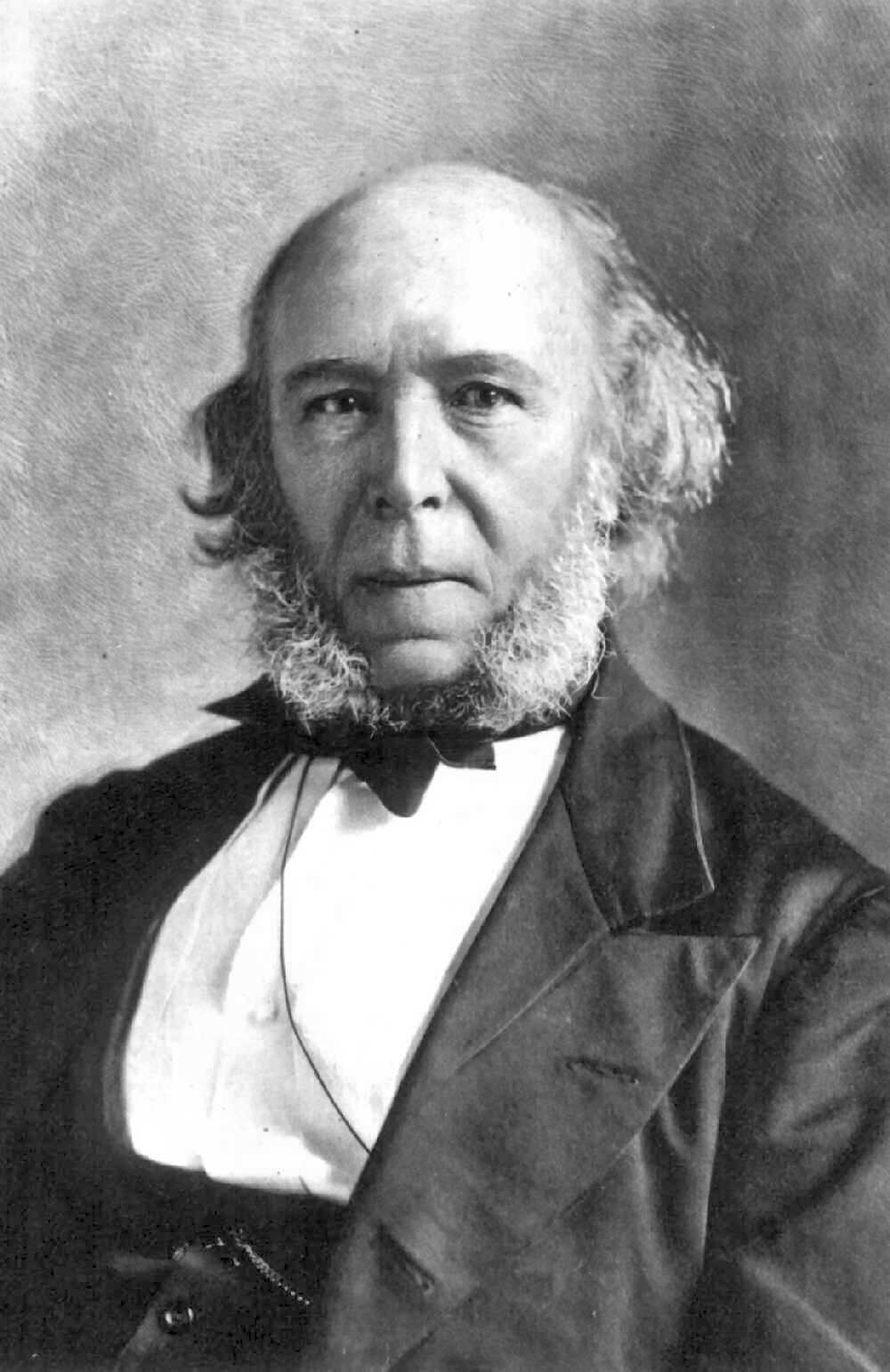
Herbert Spencer, fue uno de los principales teóricos e impulsores del darwinismo social, resultado de la aplicación a la sociedad de la teoría de la evolución de Charles Darwin.

El darwinismo social es el estudio y la implementación de diversas teorías y prácticas sociales que pretenden aplicar conceptos biológicos de selección natural y supervivencia del más apto a la sociología, la economía y la política, y que fueron definidos en gran medida por académicos de Europa occidental y América del Norte en la década de 1870. El darwinismo social postula que los fuertes ven aumentar su riqueza y poder, mientras que los débiles ven disminuir su riqueza y poder. Las distintas escuelas de pensamiento darwinista difieren en cuanto a qué grupos de personas son los fuertes y cuáles son los débiles, y también difieren en cuanto a los mecanismos precisos que premian la fuerza y castigan la debilidad. Muchos de estos puntos de vista hacen hincapié en la competencia entre individuos  en el capitalismo de libre mercado (laissez faire), mientras que otros hacen hincapié en la lucha entre grupos nacionales o raciales, como se puede observar en la eugenesia, el racismo, el imperialismo o el fascismo.  La ideología del darwinismo social inspiró a los autores de genocidios como el armenio y el holocausto. 
El darwinismo social perdió popularidad como concepto científico tras la Primera Guerra Mundial, y fue desacreditado en gran parte al finalizar la Segunda Guerra Mundial, en parte por su asociación con el nazismo y en parte por el creciente consenso científico de que carecía de fundamento. Las hipótesis posteriores que se clasificaron como darwinismo social fueron descritas generalmente como una crítica por sus oponentes; sus defensores no tienden a identificarse con esta etiqueta. Los creacionistas han mantenido con frecuencia que el darwinismo social ―que conduce a políticas diseñadas para premiar a los más competitivos― es una consecuencia lógica del darwinismo (la teoría de la selección natural en biología). Los biólogos y los historiadores han afirmado que se trata de una falacia naturalista, ya que la teoría de la selección natural solo pretende ser una descripción de un fenómeno biológico y no debe considerarse que este fenómeno sea bueno o que deba utilizarse como guía moral en la sociedad humana. Aunque la mayoría de los estudiosos reconocen algunos vínculos históricos entre la popularización de la teoría de Darwin y las formas de darwinismo social, también sostienen que el darwinismo social no es una consecuencia necesaria de los principios de la evolución biológica. 
Los académicos debaten hasta qué punto las diversas ideologías darwinistas sociales reflejan las propias opiniones de Charles Darwin sobre las cuestiones sociales y económicas del ser humano. Sus escritos tienen pasajes que pueden interpretarse como opuestos al individualismo agresivo, mientras que otros pasajes parecen promoverlo. Los primeros puntos de vista evolutivos de Darwin y su oposición a la esclavitud iban en contra de muchas de las afirmaciones que los darwinistas sociales acabarían haciendo sobre las capacidades mentales de los pobres y los indígenas coloniales. Tras la publicación de El origen de las especies en 1859, una corriente de seguidores de Darwin, liderada por Sir John Lubbock, argumentó que la selección natural dejaba de tener efectos notables en los seres humanos una vez que se habían formado sociedades organizadas. Sin embargo, algunos académicos sostienen que la visión de Darwin cambió gradualmente y llegó a incorporar puntos de vista de otros teóricos como Herbert Spencer. Spencer publicó sus ideas evolutivas lamarckianas sobre la sociedad antes de que Darwin publicara su hipótesis en 1859, y tanto Spencer como Darwin promovieron sus propias concepciones de los valores morales. Spencer apoyaba el capitalismo del laissez-faire basándose en su creencia lamarckiana de que la lucha por la supervivencia estimulaba la superación personal que podía ser heredada. Un importante defensor en Alemania fue Ernst Haeckel, que popularizó el pensamiento de Darwin y su interpretación personal del mismo, y lo utilizó también para contribuir a un nuevo credo, el movimiento monista.

## Origen y evolución del término
A pesar de que el origen del proyecto se plantea formalmente en la obra de Herbert Spencer, el término fue utilizado por primera vez por Joseph Fisher en 1877, quien lo utiliza en el contexto de expresar dudas, que la propuesta de otro autor demuestre que haya existido evolución en el campo del sistema de propiedad en la legislación anglosajona a partir de antecedentes célticos: «No puedo encontrar nada en las leyes Brehon que avale esta teoría de darwinismo social».
Herbert Spencer afirma que la idea básica del Darwinismo social (que la teoría de la evolución biológica tiene aplicaciones sociales) no había sido iniciada originalmente por Charles Darwin, sino que su origen se encuentra en la obra de Spencer mismo. Consecuentemente se considera que el darwinismo social llegó a incorporar algunas percepciones que anteceden al darwinismo. Spencer resalta la influencia de Malthus, pero también visiones que provienen del lamarckismo. Por ejemplo, en sus Principios de biología, Spencer sugiere que «No podemos en el caso del hombre, más que en el caso de cualquier otro ser, presumir que la evolución ya ha tomado o tomará lugar en forma espontánea... todas las modificaciones, funcionales y orgánicas, han sido, son, y deben ser, ya sea, inmediata o remotamente, consecuencia de las condiciones que prevalecen». (Número 373, p 497). Adicionalmente Spencer basaba sus propuestas ―avanzadas en su libro La estática social, escrito en 1851― acerca de la libertad humana y derechos individuales en la teoría evolutiva de Lamarck.

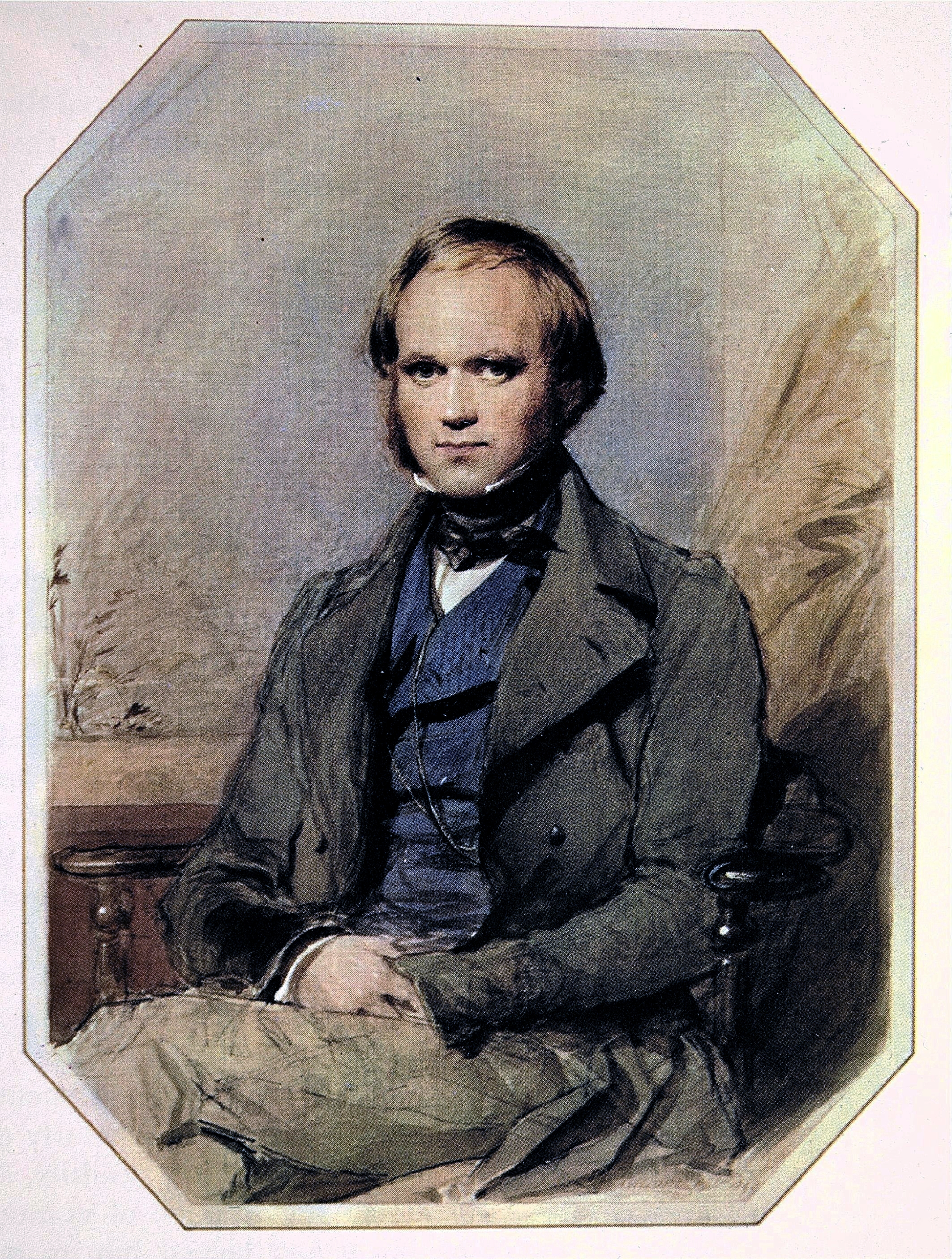
Charles Darwin, autor de la teoría de la Evolución.

Los partidarios y defensores de Charles Darwin argumentan que él mismo se declaró dudoso de la propuesta, oponiéndose a la aplicación del mecanismo de selección natural a las sociedades humanas, debido a la consideración de que la política social no puede guiarse por los conceptos de lucha por la supervivencia y selección natural. No obstante, diversos críticos exactamente opinan lo contrario, y argumentan que Darwin nunca diferenció entre evolución biológica y evolución social. Darwin también titula el capítulo 5 «La selección natural en acción en las naciones civilizadas», en donde mantuvo que «los miembros débiles de las sociedades civilizadas propagan su especie», y con esto, se degenera la especie humana:

Algunos comentarios con respecto a la selección natural actuando en las naciones civilizadas deben añadirse. Este asunto ha sido muy bien discutido por W. R. Greg, y anteriormente por Wallace y Galton. La mayor parte de mis observaciones son tomadas de estos autores.
 Entre los salvajes, los individuos débiles en cuerpo y mente desaparecen muy pronto, y los que sobreviven se distinguen comúnmente por su vigorosa salud. Nosotros, los hombres civilizados, en cambio, nos esforzamos por frenar el proceso de eliminación; construimos asilos para los imbéciles, los mutilados y los enfermos; legislamos leyes pobres, y nuestros médicos apelan a toda su habilidad para conservar el mayor tiempo posible la vida de cada individuo. Hay muchísimas razones para creer que la vacuna ha salvado la vida a millares de personas que, por la debilidad de su constitución, hubieran sucumbido a los ataques de la viruela. En consecuencia, los miembros débiles de las sociedades civilizadas propagan su especie.
Nadie que haya asistido a la cría de animales domésticos dudará que esto debe ser muy perjudicial para la raza humana. Es sorprendente ver la rapidez con la que la falta de cuidado o el cuidado mal llevado a cabo conduce a la degeneración de una raza doméstica, pero exceptuando el caso del hombre mismo, casi nadie sería tan ignorante como para permitir que sus peores animales se reproduzcan.
Darwin (1871), Parte 1, Cap. V: Natural Selection as affecting Civilised Nations

Darwin hizo una división entre razas humanas en dos clases: 1) las razas civilizadas, y 2) las razas salvajes. Esto se resalta cuando el biólogo habla de una supuesta relación entre las facultades intelectuales y el tamaño del cerebro, y acepta una cita de clasificación craneométrica en la que se describe a los europeos con la mayor capacidad intelectual, mientras que describe a los asiáticos y aborígenes australianos con la menor capacidad:

La creencia de que existe en el hombre alguna estrecha relación entre el tamaño del cerebro y el desarrollo de las facultades intelectuales se apoya en la comparación de los cráneos de las razas salvajes y las razas civilizadas, de los pueblos antiguos y modernos, y por la analogía de toda la serie de vertebrados. El Dr. J. Barnard Davis ha demostrado por muchas medidas cuidadosas, que la capacidad interna media en el cráneo de los europeos es 92,3 pulgadas cúbicas, en los americanos es de 87,5 y en los asiáticos es de 87,1 y en los australianos es de solo 81,9 pulgadas cúbicas. El profesor Broca ha encontrado que en el siglo XIX los cráneos de las tumbas en París eran mayores que las de las tumbas del siglo XII, en el periodo de 1484 a 1426, y que el aumento de tamaño, comprobados por mediciones, era exclusivamente en la parte frontal del cráneo, la sede de las facultades intelectuales.
Charles Darwin (1871), Parte I, págs. 54-55

Así mismo, escribió que en el futuro, la exterminación de las razas salvajes del hombre, generaría sin duda alguna un estado más civilizado en la humanidad:

En algún periodo del futuro, no muy distante, como en cuestión de siglos, es casi seguro que las razas civilizadas del hombre exterminarán y reemplazarán a las razas salvajes en todo el mundo. Al mismo tiempo, los monos antropomorfos, tal como el profesor Schaaffhausen ha señalado, serán sin duda exterminados. La ruptura entre el hombre y sus aliados más cercanos entonces será más amplia, porque intervendrá en el hombre en un estado más civilizado, como podemos esperar, incluso que el de los caucásicos, y algunos monos tan inferiores como el mandril, en lugar de como ahora pasa entre el negro o el australiano y el gorila.
Charles Darwin (1871), Cap. VI, En el lugar de nacimiento y la antigüedad del hombre

Para Darwin, tanto las mujeres como las llamadas razas salvajes tenían una capacidad craneal menor a la del hombre blanco europeo, esto debido a que estaba convencido de que existía una estricta relación entre el tamaño del cerebro y la inteligencia, una idea que era la esencia de la craneometría en ese entonces.
Diversos autores consideran que las ideas ya mencionadas fueron usadas como un parteaguas para argumentar la veracidad teórica del darwinismo social y posteriormente su implicación a nivel político. De hecho, varios de los hijos de Darwin destacaron como líderes del movimiento eugenésico y su primo, Francis Galton, fue uno de los principales difusores del darwinismo social.
Otros aseguran que Adolf Hitler y Benito Mussolini fueron seriamente influenciados por las implicaciones teóricas y metodológicas en la teoría darwinista social, y a menudo vinculan la teoría evolutiva y la ideología darwinista social, con la posterior generación de racismo (basada en una supuesta superioridad e inferioridad entre seres humanos), la posterior creación del nacionalismo, la propagación de la política neoimperialista y su incorporación en los pilares ideológicos del fascismo y el nazismo que derivó en consecuencias fatales cuando se le dio aplicación política a la idea de la supremacía del más fuerte.  Por ejemplo, Hitler creía que los judíos y otros grupos étnicos como afroamericanos y gitanos, estaban corrompiendo la salud de la nación germana y ponían en peligro su oportunidad de competir con otras naciones del mundo. Por otro lado, se ha señalado que con el ascenso de los nazis al poder, varios Gauleiters del NSDAP fueron autorizados para aplicar secretamente la eutanasia en ciertos asilos de enfermos mentales, con el objetivo de erradicarlos, lo cual de acuerdo a Karl Brandt, médico personal de Hitler, había sido planeado por el führer antes de la guerra.
En general, la teoría de Darwin ha sido criticada por numerosos autores por contener tonos de racismo. El historiador ateo Richard Webster afirmó que la obra El origen del hombre contiene prejuicios racistas que no están sustentados científicamente. Por su parte, Hârun Yahya, acusa a los escritos de Darwin de tener tintes racistas que sirvieron para el fundamento al darwinismo social.
No obstante, se dice que el darwinismo social no siempre implica una posición política específica, puesto que algunos darwinistas sociales proponen teorías del progreso social basadas en la competencia, mientras para otros lo principal es la solidaridad. Así, el darwinismo social, como tal, puede ser visto como un conjunto ecléctico de propuestas ―basadas en percepciones políticas― que proclaman basarse en las leyes biológicas científicas propuestas por Darwin. Se puede mostrar fácilmente que, desde la publicación de su obra, existió un gran interés en aplicar sus percepciones a teorías y concepciones sociales.
El concepto adquirió un significado político y polémico con la ponencia de Oscar Schmidt ―también en 1877― a una conferencia científica y médica en la Universidad de Estrasburgo. La ponencia fue publicada ―como un ensayo― en 1879 en la revista Popular Science. Schmidt proponía: 

«La aspiración socialista a la perfección está asociada con su ideal de la igualdad de la humanidad. Ahora, esta ilusión es totalmente demolida por el darwinismo. El principio mismo del desarrollo niega el principio de igualdad,... El darwinismo establece científicamente la desigualdad, consecuentemente, la afirmación que la doctrina darwinica es sobre todo la doctrina de la igualdad de todos los hombres no necesita refutación de nuestra parte: no tiene fundaciones factuales (...). El grado al que el desarrollo intelectual se eleva generalmente depende de generaciones previas. Las capacidades psíquicas de cada individuo llevan la imprenta de la familia y son determinadas por las leyes de la herencia. Porque es simplemente no verdadero que, independientemente del color y descendencia, cada hombre, bajo circunstancias de otra manera similares, puede lograr una cúspide similar de desarrollo mental (...)(esas propuestas son tan obvias que) Si no fuera que los social demócratas nos hacen responsables por esas ideas, nunca las habríamos considerados merecedoras de atención».

Émile Gautier, un anarquista francés, une ambos elementos (término y concepto) en una serie de charlas en las cuales denunció lo que considera la aplicación social conservadora de la teoría darwiniana a las ciencias sociales, proponiendo que el mecanismo central de la evolución social es la cooperación. El éxito e interés despertado por esos discursos llevó a la publicación ―en 1880― de su Le Darwinisme social. Étude de philosophie sociale. A partir de eso, el concepto de darwinismo social se divulgó, primero a Italia, y después a otros países.
Posteriormente ―y a pesar de que algunos pensadores izquierdistas trataron de profundizar la sugerencia de Gautier (ver, por ejemplo Reinhard Mocek en bibliografía)― el término adquirió la connotación de representar exclusivamente posiciones derechistas. Por ejemplo, de acuerdo a Maurice Duverger «La teoría de Darwin es el equivalente biológico de la filosofía burguesa, cuya doctrina de libre competencia es la manifestación económica; la lucha por la existencia es así transformada a la lucha por satisfacer necesidades humanas. En la arena política llega a ser la lucha por la preeminencia (Gaetano Mosca) y esto sirve como la base para las teorías de la elite: por la competencia por el poder, surge el mejor, el más capaz, y esos más capaces de gobernar».
Esto se debe ―posiblemente― a la influencia de la obra de Hannah Arendt, quien trazó el desarrollo de las ideas asociadas con el proyecto desde una posición cientificista, políticamente neutral, al racismo y antisemitismo seudocientífico de los nazis.
Adicionalmente se ha sugerido ―por organizaciones tales como Answers in Genesis y en el contexto del debate creacionista que está tomando lugar en Estados Unidos en el presente― que el darwinismo ―aun cuando no la única ideología responsable― llevó ―a través del darwinismo social― a las políticas del nazismo: «Nueve meses después de que apareciera el The Ascent of Racism de este escritor, presentando fuerte evidencia que Hitler era un evolucionista...» y «A la luz de esta asociación de la teoría de la evolución con el nazismo...» De hecho, se sabe que Hitler era un firme partidario del darwinismo social y la eugenesia. Sin embargo, Robert Richards planteó que Hitler no era Darwinista y criticó Weikart por tratar de atacar la teoría de la evolución. Richards afirmó que no hay evidencia alguna que Hitler haya leído a Darwin y que algunas personas que influyeron en el nazismo, como Houston Stewart Chamberlain, se oponían a la evolución.

## Elementos teóricos del darwinismo social
El darwinismo social no es solamente un proyecto político, sino más bien una visión del mundo, lo que ha sido llamado una metateoría en la cual encontramos elementos tanto individuales como sociales, desde lo psicológico a lo social y lo económico. La característica central del proyecto es la actualización del proyecto positivista ―de explicar la sociedad sobre bases de leyes naturales― «con la asimilación del concepto de evolución, reconvirtiendo la Física social en una Biología social. Se trata de (...) fundar la praxis política en criterios científicos. Sería difícil entonces entenderlo sin una comprensión por lo menos general de cuales son las sugerencias básicas de esa biología social».

### Posición de Spencer
Todo lo que sigue de The Principles of Biology.
La civilización, teniendo en todo lugar como antecedente el aumento de la población, y en todo lugar teniendo como consecuencia una disminución de las fuerzas destructoras de la raza, tiene, como consecuencia adicional, el incremento de ciertas otras fuerzas destructoras de la raza. El peligro de muerte por animales predatorios disminuye... pero el peligro de muerte que no disminuye es aquel producido por al aumento de los números (de los hombres), el peligro por la deficiencia en alimentos... si esas muertes no han aumentado, es porque ha habido un aumento en la cantidad de comestibles... lo que implica un cambio en las costumbres humanas producido por la presión de las necesidades humanas. Aquí está la causa permanente de las modificaciones a las cuales está expuesto el hombre civilizado... Si no fuera por ese exceso de población ―textual―, no habría necesidad de aumentar la producción. Hay una variedad de medios de reducir esa presión, pero sigue que en el fin la presión... debe ser sentida en su totalidad. (p. 498)
«Solo la necesidad podría hacer que los hombres se sometan a esta disciplina, y solo esta disciplina podría producir un continuo progreso». (p. 499)
Las Familias y razas entre las cuales esa incrementalmente difícil tarea de ganarse la vida, no estimula a incrementar la producción, están en el camino a la extinción. Esta verdad hemos visto recientemente ejemplarizada en Irlanda... sigue que aquellos que permanecen para continuar la raza deben ser aquellos en los cuales el sentido de auto preservación es más grande, deben ser los selectos de su generación... por la muerte de todos los hombres que fallan en resolver los peligros, se asegura un progreso constante hacia un alto nivel de habilidad, inteligencia y autocontrol, una mejor coordinación de acción, una vida más completa. (500)
Lo anterior lleva a una creciente individuación tanto en estructura como función. El aumento de la masa de emoción necesitado como fuente de energía... es, otras cosas iguales, el correlado de cerebros más grandes. Esos altos sentimientos presupuestos por la mejor autorregulación que son lo único que, en una sociedad mejor, capaz de garantizar que un individuo deje una posterioridad persistente, son, otras cosas siendo iguales, el correlativo de un cerebro más complejo (p. 501)... Ya el cerebro de un hombre civilizado es mayor, por alrededor de 30%, que el cerebro de un salvaje. Ya, también, presenta una diferenciación aumentada, especialmente en la distribución de sus convoluciones. (502).

### Posición de Galton

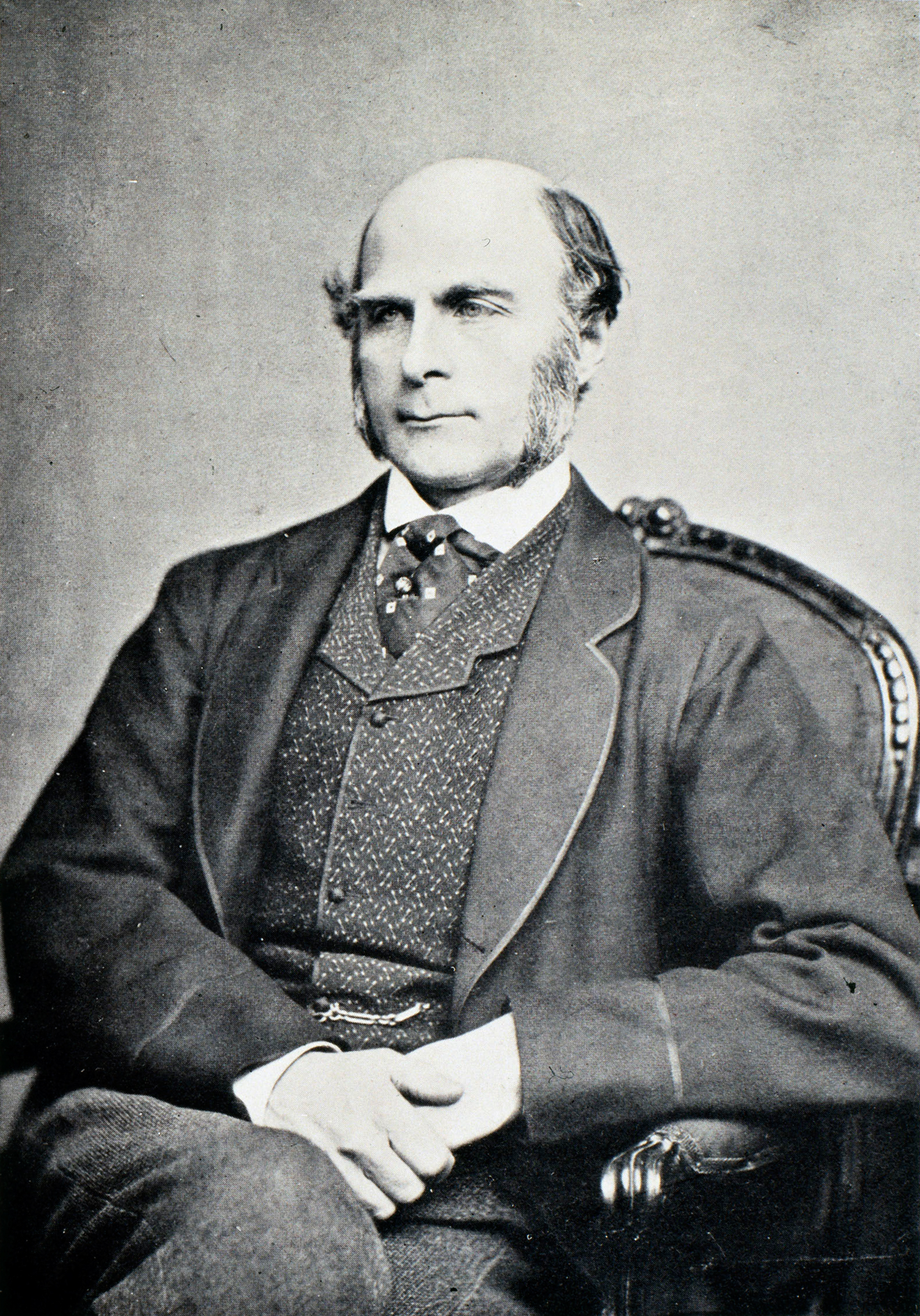
Francis Galton

Todo lo que sigue de Natural Inheritance.
«Las características que emergen ―por cualquier motivo― en un individuo, se transmiten a futuras generaciones de los descendientes de ese individuo». Sigue que: «El valor de un buen pedigrí (good stock, en el original) para el bienestar de las futuras generaciones es consecuentemente obvio, y es conveniente llamar atención a un signo temprano por el cual podemos asegurar que una nueva y dotada variedad posee la estabilidad necesaria para fácilmente generar una nueva variedad estable (stock en el original). Es la renuencia a mezclarse libremente con otras formas... Si esta tendencia alternativa fuera observada también entre primos, habría poca duda que la nueva variedad es de un carácter estable y por lo tanto capaz de ser fácilmente desarrollada a través del entrecruzamiento (interbreeding en el original) a una raza pura y durable». (p. 198), (2000).
El mismo Darwin incorporó diversas ideas de Galton, en su obra El origen del hombre.

### Temática del darwinismo social
La tentativa de aplicar las leyes de la biología a la explicación de fenómenos sociales se da en el contexto del gran debate cultura versus naturaleza en las ciencias sociales (ver Innato o adquirido). Específicamente, en el contexto de la reacción de fines del siglo XIX al mecanicismo determinista derivado del positivismo.
De acuerdo a Stuart Hughes «con el darwinismo en su forma aplicada o social llegamos al centro del conflicto intelectual. Algunos de los primeros seguidores de Darwin habían sido seguidores de Auguste Comte, y el segundo de los grandes predicadores del positivismo, Herbert Spencer, se había primero aproximado al darwinismo presintiendo sus posibilidades como sostén a su propia posición. Con la alianza con el darwinismo, el positivismo experimentó una curiosa transformación. Originalmente, en su aspecto del siglo XIX o utilitario, constituía una filosofía intelectualista, basando en la idea que los problemas sociales de los hombres eran fácilmente capaces de una solución racional. Bajo la influencia del darwinismo social, sin embargo, el positivismo comenzó a abandonar sus aspectos racionalistas: herencia y medio ambiente reemplazaron decisiones conscientes y lógicas como los determinantes principales de la acción humana. Un estado de naturaleza hobbesiano ―llamado lucha por la existencia― substituyó el orden social decoroso como el objeto principal de la relación entre los hombres. El resultado fue una especie de fatalismo científico, la antítesis del glorioso optimismo que caracterizó a los filósofos de los 1700 o los utilitarios ingleses del primer cuarto del siglo siguiente. La ironía final del positivismo fue que aquello que había empezado como una doctrina intelectualista llegó efectivamente a ser una de un antiintelectualismo radical».

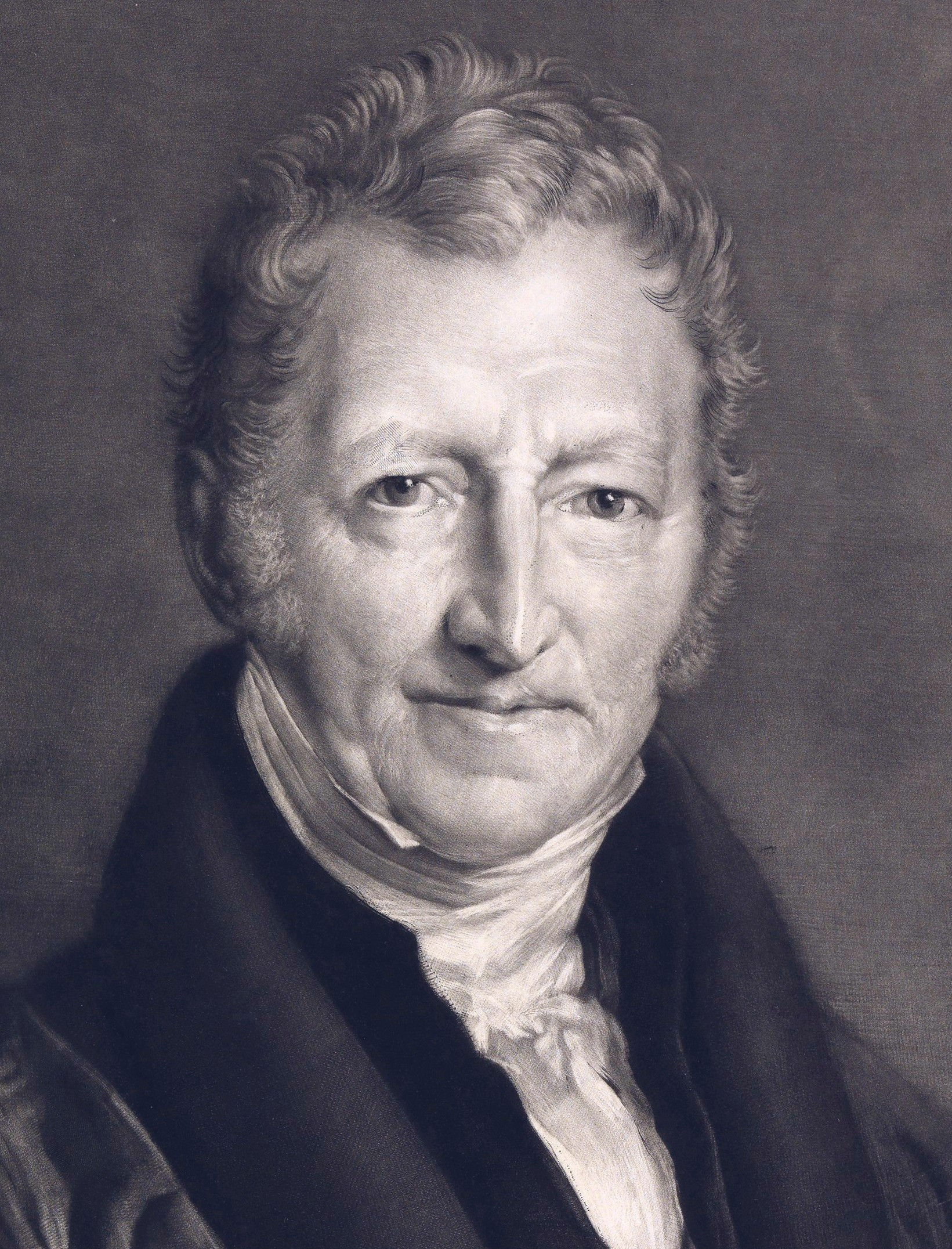
Thomas Malthus

La utilización de leyes naturales como justificación de opciones morales o sociales constituye el centro ético del proyecto, en el sentido de que ―se puede sugerir― se busca de basar proyectos sociopolíticos en leyes científicas, busca evitar responsabilidad personal por tales decisiones (Arendt, op. cit). En las palabras de Milan Kundera: «La era moderna es el puente entre el reino de la fe irracional y el reino de lo irracional en un mundo sin fe. La figura que aparece al final de ese puente es... el asesino gozoso, libre de culpa». Así, por ejemplo, de la misma forma que la sugerencia de Thomas Malthus, que el crecimiento de la población por encima de los recursos fue dispuesta por Dios para que los hombres trabajaran de forma productiva y se refrenaran a la hora de formar familias, fue utilizada en la década de 1830 para justificar una economía basada en el laissez-faire, algunos autores buscaron las posibles implicaciones sociales de la teoría de la evolución a fin de justificar políticas sociales específicas.
Contra ese telón de fondo, y más allá de las posibles consideraciones académicas o teóricas al respecto, el hecho es que desde la última parte del siglo XIX existió una notoria avidez en el campo político por asimilar las advertencias maltusianas a los conceptos básicos enunciados por Darwin. Como se ha avanzado, la teoría de la evolución darwiniana en sí misma no implica una posición política, sin embargo, tanto Spencer como Galton sí le dieron un contenido político concreto: «Siempre se le ha dado a Darwin el crédito por la frase de la supervivencia del más apto... pero en el trabajo de Spencer tomó también un significado político. Spencer tenía muchas visiones políticas extremas y llegó a despreciar programas gubernamentales cuyo objeto era ayudar a los pobres. En el fin, fueron estas duras visiones políticas que retrasaron la adopción de sus ideas. Escritos tales como los Principios de Sociología y otros, fueron ignorados por décadas. Spencer era como Darwin en algunas cosas, pero en lo relevante a la teoría de la evolución, Spencer fue más lejos que Darwin al decir que implica mucho más que simple biología y la mayoría de las tentativas de explicar la fascinación de Galton por la herencia han argumentado que él fue llevado por una dedicación a políticas ideológicas conservadoras a buscar medios de naturalizar la desigualdad humana».
Se puede argüir, consecuentemente, que, pesar que Darwin no compartía los prejuicios, comunes en su época, tales como el racismo y el clasismo, su propuesta se convirtió en una forma de justificación de las diferencias sociales y raciales, sus ideas llegando incluso a ser reinterpretadas como apoyando el poligenismo racista de Ernst Haeckel, uno de los principales divulgadores de las ideas de Darwin ―a través de su propia interpretación― en el mundo de habla alemana, argumentaba que los seres humanos no formaban una sola especie, sino un género, dividido en nueve especies separadas que habrían evolucionado separadamente desde la aparición del habla. Y aun cuando Darwin había dicho que era «absurdo hablar de que un animal fuera superior a otro», y concebía la evolución como carente de finalidad, poco después de la publicación del Origen en 1859 su mensaje central se entendía como una descripción y justificación maltusiana del capitalismo industrial inglés de la época, para así llegar a una propuesta política clara: la competencia entre las especies de Darwin se transforma en una competencia intraespecífica, en la cual la lucha por la vida queda inscripta en el campo social, la competencia entre especies ―predatores y víctimas― pasaba a ser desde entonces una competencia entre miembros de la misma especie, específicamente, una competencia intraespecífica de las víctimas.
En otras palabras, el concepto de selección natural de Darwin llegó a transformarse ―en el ámbito político― en el de supervivencia del más apto de Spencer, en el contexto del libre mercado, justificando políticas y posiciones sociales duras. Así por ejemplo, se puede citar el empresario John D. Rockefeller, quien ―usando el ejemplo de la rosa American Beauty (Belleza Americana)― dijo:

El crecimiento de un gran negocio es simplemente la supervivencia del más apto... La rosa American Beauty solo puede alcanzar el máximo de su hermosura y el perfume que nos encantan, si sacrificamos otros capullos que crecen en su alrededor. Esto no es una tendencia malsana del mundo de los negocios. Sino solamente la expresión de una ley de la naturaleza y una ley de Dios.

Se pueden agregar propuestas tales como las de José Manuel Pando, quien sostenía que «Los indios son seres inferiores y su eliminación no es un delito sino una selección natural».
Sería quizás conducente a error no mencionar que el darwinismo social no solo fue utilizado para justificar políticas de discriminación social y racial, sino también en relación con la discriminación sexual (ver Feminismo).[cita requerida]
Así por ejemplo, un comentarista afirma que ninguna mujer «puede seguir un curso de educación superior sin algún riesgo de llegar a ser estéril» e incluso el Dr. Henry Maudsley ―conocido innovador, en cuyo honor fue nombrado uno de los grandes hospitales psiquiátricos ingleses― sugiere:
«No es que las niñas carezcan de ambición, o que fallen en recorrer el camino intelectual que las enfrenta, pero se afirma que lo hacen al costo de sus fuerzas y salud, que implica sufrimiento de por vida e incluso la incapacidad para desarrollar adecuadamente las labores naturales de su sexo... Porque sería un mal resultado, si llegara a ser el caso, que consiguiéramos las ventajas de la cantidad del trabajo intelectual de las mujeres al precio de una raza disminuida, debilitada y enfermiza».
Los buenos doctores tenían a su disposición pruebas ―por lo menos, a los ojos de su época― irrefutables: los cerebros femeninos son, en promedio, casi 150 gramos menos pesados que los de los hombres. Y las mujeres menstrúan, lo que significa una pérdida regular de sangre y energía. La concepción de la época era que el tamaño del cerebro equivale a capacidad mental, y que solo hay una cierta cantidad de energía disponible en el cuerpo. Las implicaciones son obvias: ambos hechos implican que el derroche de esa energía ―menor para empezar― en estudios, significa que funciones naturales femeninas serán afectadas negativamente. La situación era grave: en 1870, un doctor de Boston reportó ―con toda seriedad― que los úteros de mujeres que se habían graduado de universidades habían sufrido atrofia a fin de conservar energía.
Todas esas sugerencia reflejan claramente el papel que el proyecto adquirió en construir una ideología que permitió avalar la acción explotadora de las clases altas, otorgándoles una supuesta justificación y virtud.
A pesar de que la mayoría de los autores envueltos en el proyecto han empleado la selección natural como argumento a favor del capitalismo radical, el racismo, el belicismo, el colonialismo y el neoimperialismo, Diane B. Paul (2003) considera que el enfoque de la naturaleza sostenido por Darwin ―que incluye la dependencia de unos seres con otros― sirvió también de fundamento a ideologías diametralmente opuestas: el pacifismo, el socialismo, el progresismo y el anarquismo, como es el caso del Príncipe Kropotkin, con autores que enfatizaron el valor de la cooperación sobre la lucha entre las especies. En las palabras de Anton Pannekoek: «La forma particular que toma la lucha darwiniana por la existencia como fuerza motriz para el desarrollo en el mundo humano está determinada por la sociabilidad de los hombres y su uso de las herramientas. Los hombres realizan su lucha colectivamente, en grupos. La lucha por la existencia, mientras que si continúa entre miembros de grupos diferentes, cesa entre los miembros del mismo grupo, y es sustituida por la ayuda mutua y los sentimientos sociales. En la lucha entre grupos, el bagaje técnico decide quién saldrá vencedor; la consecuencia de esto es el progreso de la técnica. Esas dos circunstancias tienen consecuencias diferentes bajo sistemas sociales diferentes. Veamos de qué manera se manifiestan bajo el capitalismo».

## Darwinismo social en círculos académicos
En 1944 Richard Hofstadter reintroduce el término a la temática de las ciencias sociales. De acuerdo a Hofstadter, el darwinismo social es primariamente una posición conservadora, cuyo centro ideológico es la mantención de valores victorianos de trabajo duro, mantención del orden social y diferencias sociales claras. Especialmente, el término hace referencia a un credo reaccionario, que promueve lucha competitiva, racismo y nacionalismo. De acuerdo a Hodgson (2004) a partir de esa introducción por Hofstader ―en el contexto de la lucha contra el nazismo― el término recibió una gran difusión en círculos académicos norteamericanos.
En 1979 Robert Bannister argumenta que el darwinismo social es un mito, creado por los reformistas a fin de estereotipar sus oponentes, pero, en realidad, el darwinismo habría sido más influyente en posiciones progresistas. La posición de Hodgson ―ver más arriba― apoya esta interpretación, buscando mostrar que quienes usaron el término fueron, en su mayor parte, izquierdistas: «El uso del término en las principales publicaciones académicos anglosajones fue raro hasta los 1940. Citaciones del término fueron generalmente desaprobatorias de las ideologías racistas o imperialistas con las cuales estaba asociado».
En 1997 Mike Hawkins respondió a esas sugerencias. Partiendo de la base que el darwinismo social no es una posición monolítica, sino que abarca visiones diferentes y notando que el no uso del término no implica la no utilización del concepto, Hawkins sugiere hay dos niveles diferentes en el análisis. El primero se refiere a la visión general que el darwinismo social promueve, el segundo, es acerca de las visiones o posiciones específicas que diferentes autores derivan o desarrollan a partir de esa visión general. Los principios del darwinismo, en su aplicación a la explicación de la sociedad, han sido interpretados de manera diferente y, consecuentemente, han sido usados para defender una variedad de perspectivas ideológicas, que, a veces, entran en conflicto entre sí mismas.
Lo anterior parece sugerir una diferencia entre el uso académico y el político, no solo del término, sino también del proyecto de interpretación de lo social por medio de principios biológicos. Por inferencia, al menos, Hodgson parece sugerir que la obra de los científicos solo sufrió por asociación con políticas impopulares.
Sin embargo, esa sugerencia es rebatida por ―entre otros― Richard Weikart, quien es tanto profesor de historia en la Universidad de California como Asociado Sénior del Discovery Institute, organización que apoya la propuesta del Diseño inteligente; Weikart sugiere: «No hay duda que Hitler fue un darwinista social, viendo la historia como una lucha por la existencia entre razas desiguales... es menos claro si el darwinisno social contribuyó al imperialismo y militarismo» y ―contra la posición generalmente aceptada― que tanto Darwin como Spencer: «extrapolaron de sus teorías evolucionarías a percepciones sociales y económicas. Ambos desarrollaron, independientemente, un darwinismo social del laissez faire, lo que hace que ambos sean progenitores de la propuesta».
Esas sugerencias de Weikart parecen ser derivadas o construidas sobre el trabajo de Stephen Jay Gould, quien sugirió que «el estudio científico de la inteligencia ha sido mancillado por concepciones racistas, las que influyeron incluso la recolección de datos».

### Darwinismo social y genética
Las proclamas y esperanzas del darwinismo social permanecieron firmemente en el campo de la pseudociencia en lo respectivo a ofrecer una explicación acerca del desarrollo social y facultades intelectuales humanas, poco más que una cubierta para prejuicios ―ver, por ejemplo, craneometría y poligenismo― hasta el descubrimiento de un mecanismo científico ―la genética― que parece ofrecer una explicación por los mismos.
A partir de desarrollos en ese campo se publicaron numerosos estudios que pretendían mostrar que características individuales son genéticamente determinados. Por ejemplo, en 1951, Hans Eysenck trató de mostrar que «los factores de la personalidad constituyen una unidad biológica heredada como un todo».
Esa visión recibió un fuerte impulso con la publicación ―en 1976― del Selfish Gene por Richard Dawkins. Dawkins avanza la tesis que el gen es la unidad evolutiva fundamental. Por tanto, se puede decir que los genes que se transmiten tras generaciones no son aquellos que sirven mejor al individuo en el cual se expresan o a las sociedades que dichos individuos forman, sino su función, como material genético, de reproducirse. Únicamente los genes que proporcionen ventajas reproductivas para el individuo al que pertenezcan los alelos tenderán a ser heredados por un número cada vez mayor de individuos, permitiendo al gen seguir existiendo. Eso tiene como resultado ―casi como epifenómeno― que aquellos individuos que poseen esos genes o combinaciones de los mismos son más exitosos en términos reproductivos. Pero ―y el punto es crucial― esa propagación del gen puede ser incluso a costo del individuo en el cual el gen se expresa (como el ejemplo del envejecimiento sugiere).
A nivel cultural Dawkins sugiere la existencia de una unidad evolutiva cultural, constituida por ideas, símbolos o costumbres que se transmite de ―la mente de― un individuo a otros, a través del lenguaje, la escritura, y, en general, cualquier fenómeno o conducta imitable. Esos memes estarían sujetos a procesos de selección natural y se desarrollarían ―evolucionarían― en una manera análoga a la de los genes. Al igual que esos, también influirían el éxito o falla reproductiva de los individuos y también estarían sujetos a procesos de mutación, competencia y herencia.
Esto estimuló fuertemente los estudios al respecto. Por ejemplo, ―en 1994― un artículo publicado en la revista científica Behavior Genetics (Genética de la conducta) encontró que un porcentaje tan alto como el 0,92 de una habilidad cognitiva general depende de factores genéticos.
Sin embargo, esos estudios no ofrecen un lazo directo entre la influencia genética y resultados sociales. Esa situación fue considerada directamente, en 1996, por Richard J. Herrnstein y Charles Murray en su famosa Curva de campana. El punto central del libro es que inteligencia ―conceptualizada y medida como IQ― es un fuerte predictor de éxito o fracaso social, medido en niveles de ingreso, desarrollo o éxito en el trabajo, etc. En otras palabras, que las personas más inteligentes tienden a ascender en la escala social, independiente de su nivel socioeconómico inicial. De manera contraria, los problemas sociales y conductas antisociales están estrechamente correlacionados con bajos resultados en medidas de esa inteligencia. La obra postula la existencia de una elite cognitiva, que ocupa las altas capas sociales, pero también sugiere que hay diferencias raciales ―innatas o genéticas― en relación con la inteligencia: los negros tienen resultados más bajos, seguidos por los hispanos, en la cumbre, se encuentran los blancos, los judíos asquenazíes y los asiáticos.
Las implicaciones de la obra son obvias, sugiriendo una respuesta atrayente para algunos a preguntas tales como por qué algunos individuos o grupos son más exitosos ―incluyendo económica y socialmente― que otros: poseen genes que los hacen funcionar mejor. Y esos genes privilegian ―primero― familias y después ―si esos genes se distribuyen a través de una población― grupos sociales completos (incluyendo sectores sociales y sociedades). Por el contrario, los menos favorecidos también tienen un complemento genético. Pero uno que los carga, les impide o dificulta el desarrollo o funcionamiento eficiente.
Todo lo anterior dio lugar a un fuerte debate en los medios. Consecuentemente, 52 académicos publicaron Mainstream Science on Intelligence como respuesta a esas «críticas infundadas, basadas en percepciones pasadas de moda y pseudocientificas». Y en 1995, 81 autores publican una respuesta ―The Bell Curve Debate― argumentando contra las percepciones avanzadas por los autores de The Bell Curve.
En 1997 Stephen Jay Gould publicó La falsa medida del hombre, ampliando y profundizando esa crítica. Gould no se opone a la propuesta de variación biológica ―que implica que la herencia influencia factores intelectuales― sino al percibido determinismo biológico de los autores de The Bell Curve, la creencia que «las diferencias socio económicas entre grupos humanos ―primariamente, entre razas, clases y sexos― se originan en distinciones heredadas, innatas, y que la sociedad, en ese sentido, es un fiel reflejo de lo biológico». Gould basó su ataque en una crítica a tanto en el constructo inteligencia y los métodos de medirlo como las implicaciones que de ambos se extraen, argumentando básicamente que el constructo IQ es un artefacto ―fuertemente influido por prejuicios tanto raciales como sociales― de las técnicas de su medida, y que, por lo tanto, cualquier conclusión derivada del proceso es invalida, especialmente la noción ―que algunos basan en esos estudios― que los genes determinan el destino individual y nada se puede hacer al respecto.
El impacto de la obra fue tal que hubo una marcada disminución en el número de estudios que buscan mostrar un lazo directo entre los genes y resultados o correlaciones económico-sociales, reemplazándolos con estudios que buscaban demostrar la influencia tanto de la herencia como el medio ambiente. Por ejemplo, en 2006, Richard Lynn sugirió que «la mitad del déficit cognitivo de los negros, se debe a factores ambientales ―específicamente, económicos: alimentación deficiente―, la otra mitad, a factores genéticos».
Al mismo tiempo hubo un cambio en el énfasis del área de estudio. De centrarse en los factores que ayudan a un funcionamiento social exitoso, al estudio de factores que dificultan o impiden tal funcionamiento. Muchos entre los pobres, adolecen de enfermedades o condiciones que dificultan su buen funcionamiento. Y tales enfermedades o condiciones, tienen la ventaja ―para la investigación― de poder ser ―teóricamente― determinadas objetivamente, por criterios médicos.
Por ejemplo, se sabe que, en países desarrollados, los niveles de depresión son más altos entre las mujeres y los desempleados que entre los hombres en posiciones de responsabilidad. Podría ser el caso, que un factor genético ―en conjunto con factores sociales― predisponga a ese tipo de problemas, o, más en general, a reacciones negativas. Una posibilidad a lo largo de esas líneas, fue avanzada en un estudio, que sugirió que individuos que poseen una variación genética característica, y fueron maltratados en su niñez, tendrían una tendencia a la depresión: la variación genética ―se sugirió― crea una vulnerabilidad.
Sin embargo, análisis genéticos muestran que la variación en cuestión no es más prevalente entre mujeres que entre los hombres. A nivel mundial, la variación es más común en países del Sureste Asiático, pero en esa región, la depresión es menos común que en países occidentales. En 2007, Joan Chio encontró que el grado en el cual una sociedad es cooperativa o solidaria ―a diferencia y en contraste a individualista― explica mejor que la genética, las tasas de depresión. Y un metaanálisis encontró que «no hay evidencia que el genotipo... solo o en interacción con sucesos estresantes está asociado con un riesgo elevado de depresión, ya sea en hombres, mujeres o ambos grupos coordinados».
Una situación similar sucedió con los estudios acerca de la esquizofrenia. Por ejemplo, en 2003 Silvio Bolaños Salvatierra, después de un largo análisis de los diferentes estudios, concluye: 1.º: «Que la investigación psicobiológica sobre la etiología de la esquizofrenia ha aportado pruebas acerca de la participación poligénica en el desarrollo de la enfermedad, la cual, sin embargo, no es suficiente por sí misma, para explicar la aparición de esta» y 7.º: «Que la genética podría ser la creadora de un nuevo idealismo, al darle más peso al correlato bioquímico, que al social, con lo cual se podrían generalizar concepciones, que eximen de responsabilidad a la sociedad, y a la familia, en cuento a la generación de la conducta esquizofrénica. Esto podría ser una estrategia de ocultamiento de prácticas de control social».
La sugerencia del factor genético como razón suficiente de explicación de la conducta humana y resultados sociales, parece haber sido fatalmente comprometida a partir del 2001, fecha en la que se empezaron a conocer los resultados del Proyecto Genoma Humano, proyecto que comenzó con la esperanza de «interpretar, constatar, identificar y establecer relaciones de causa y efecto entre genes específicos y conjunto de genes, con las condiciones y genotipos del ser humano». Los resultados mostraron que ese genoma solo tiene alrededor de 30 000 genes, demasiado poco para poder explicar la totalidad de las diferencias psicológicas entre individuos. La conclusión es obvia, en las palabras de Craig Venter ―uno de los líderes del proyecto―: «Simplemente no tenemos suficientes genes para que esa idea del determinismo biológico sea correcta».
Esos temas son explorados por ―entre otros― Oliver James en su The Selfish Capitalist. James sugiere «Hay razones convincentes... para suponer que las economías del mercado libre ―lo que llamó capitalismo egoísta― son unas de las principales causas de los altos niveles de enfermedades mentales. Usando datos de un estudio confiable, en el 2004, de la Organización Mundial de la Salud... encuentro que la prevalencía de enfermedades mentales es el doble en Nueva Zelandia y EE. UU. que en los países capitalistas relativamente poco egoístas de Europa Occidental (Bélgica, Francia. Alemania, Italia, los Países Bajos y España). Si se incluye otros estudios que cubren Australia, Canadá y el Reino Unido, el nivel promedio de enfermedades mentales en los países ―de capitalismo egoísta― de habla inglesa, afectan a un 23% de la población en general, contra el 11,5% de los países europeos continentales». Notando además que las enfermedades mentales han incrementado en el Reino Unido desde la introducción del neoliberalismo de Margaret Thatcher, James concluye: «Esto no puede tener relación alguna con los genes».
Esto ha llevado al desarrollo del concepto de selección o evolución inclusiva.